# Tuva Hansen
Tuva Hansen (* 4. August 1997 in Bryne) ist eine norwegische Fußballspielerin. Sie spielt für den FC Bayern München und die norwegische Nationalmannschaft.

## Karriere

### Vereine
Hansens Vater Hugo war norwegischer Nationalspieler, auch ihr Bruder Cato und ihre Schwester Hege spielen Fußball. In ihrer Jugend spielte sie zuerst beim Bryne FK und wechselte später zu Klepp IL, für den sie in der Spielzeit 2013 bereits einige Einsätze in der ersten Mannschaft bekam. Zur Spielzeit 2014 schloss sie sich Arna-Bjørnar an, für den sie gemeinsam mit ihrer älteren Schwester Hege Hansen spielte. Bereits zur Spielzeit 2015 kehrten beide nach Klepp zurück. Dort blieb sie mehrere Jahre und schlug ein Angebot des Meisters der Spielzeit 2016, Lillestrøm SK Kvinner, aus, dorthin zu wechseln. In den insgesamt fünf Spielzeiten für Klepp IL erreichte sie mit ihrer Mannschaft mehrfach vordere Ränge.
Im November 2020 wechselte sie gemeinsam mit ihrer Mitspielerin Elisabeth Terland zum Ligakonkurrenten IL Sandviken, mit dem die beiden in der Spielzeit 2021 am Gewinn der Meisterschaft beteiligt waren. Hansen etablierte sich schon hier als Kapitänin der Mannschaft. Zum 1. Januar 2023 wurde sie vom FC Bayern München verpflichtet, mit dem sie einen bis zum 30. Juni 2026 datierten Vertrag unterzeichnete.

### Nationalmannschaft
Ihr erster Einsatz für die A-Nationalmannschaft war am 3. März 2017 bei einer 0:3-Niederlage gegen Spanien beim Algarve-Cup 2017. Hier stand sie in der Startelf zusammen mit ihrer Schwester Hege, für die dieses zugleich ihr letztes Spiel in der Nationalmannschaft war. Nach einem weiteren Spiel folgte ihr nächster Einsatz erst im März 2020. Seit April 2021 erhielt sie wieder regelmäßig Einsätze; so auch beim Algarve-Cup 2022. Zudem wurde sie für den Kader bei der Europameisterschaft 2022 nominiert. Sie kam in den drei Gruppenspielen zum Einsatz, nach denen sie mit ihrer Mannschaft ausschied. Im ersten Spiel nach der EM, dem entscheidenden Spiel um den Gruppensieg in der Qualifikation für die WM 2023 gegen Belgien erzielte sie ihr erstes Länderspieltor zum 1:0-Sieg, womit sich die Norwegerinnen für die WM qualifizierten.
Am 19. Juni 2023 wurde sie für die WM-Endrunde nominiert, wurde in jedem der vier Spiele ihres Teams eingesetzt und schied mit der Mannschaft im Achtelfinale gegen die Japanerinnen aus.
Am 16. Juni 2025 wurde sie für die Endrunde der EM 2025 nominiert. Sie wurde in den drei Gruppenspielen und im Achtelfinale gegen Italien eingesetzt. Durch ein Gegentor in der letzten Minute schieden die Norwegerinnen aus.

## Erfolge
IL Sandviken
- Norwegischer Meister 2021

SK Brann Kvinner
- Norwegischer Meister 2022

FC Bayern München
- Deutscher Meister 2023, 2024, 2025
- DFB-Pokal-Sieger 2025
- DFB-Supercup-Sieger 2024

## Sonstiges
Sie ist die Tochter von Hugo Hansen, der wie sie auch Einsätze in der A-Nationalmannschaft hatte. Ihr Bruder ist Cato Hansen und ihre Schwester Hege Hansen, mit der sie zeitweise auch gemeinsam spielte.
Tuva Hansen ist studierte Ergotherapeutin.